# Godog (Polokarto)
Godog is een bestuurslaag in het regentschap Sukoharjo van de provincie Midden-Java, Indonesië. Godog telt 4780 inwoners (volkstelling 2010).